# Jacint Orfanell
Jacint Orfanell (La Jana, 1578 - Nagasaki, 1622) va ser un frare dominic valencià, missioner al Japó, on va morir màrtir. Va ser beatificat pel papa Pius IX en 1867, juntament amb altres frares màrtirs al Japó en aquells anys.
Nasqué al municipi valencià de la Jana, al Baix Maestrat, com a Pere Orfanell i Prades. Va estudiar Arts a la ciutat de València i Teologia a Alcalá de Henares (Madrid). Cap al 1597, anà a Lleida a seguir estudiant i en 1600 va professar al convent dominic de Santa Caterina de Barcelona. Va acabar els estudis a Tortosa.
El 1605 va marxar com a missioner. Primer va anar a Manila (Filipines) i, en 1607, amb dos religiosos més, anà a predicar al Japó, on feia poc que havien estat martiritzats els missioners cristians que hi havien anat. Hi aprengué el japonès i va predicar a Kyodomari i Hamamachi, fins que van ser expulsats en 1613 i va marxar a Saga i, d'allí, a Nagasaki, Takaku, Higo i Bungo.
El 1614 els missioners foren expulsats del Japó, però Orfanell va tornar a Nagasaki i hi continuà la seua tasca evangelitzadora. En 1619 va escriure la Relación de las cosas sucedidas en Japón durante esta persecución. A més d'evangelitzar, va anar recopilant dades per a la Historia eclesiástica de los sucesos de la christiandad de Japón, que comprèn el període 1602-1621.
El 1621 Jacint Orfanell va ser fet presoner a Nagasaki, jutjat i empresonat a Omura. Fou martiritzat a Nagasaki l'any 1622. El 7 d'agost de 1867 va ser beatificat, juntament amb altres 214 màrtirs cristians del Japó, la majoria dominics i franciscans per Pius IX. La seua festa litúrgica és el 10 de setembre.